# FIFA 12
《FIFA 12》是藝電電子遊戲FIFA系列第19部，由藝電開發。

## 概要
《FIFA 12》的制作人大卫·鲁特承诺这是“FIFA的革命性的一年”，“特别是游戏设计部门”。4月11日，《FIFA 12》的首张截屏出炉，截屏的主要内容是巴西中场球星卡卡在球场上奔跑。5月，EA宣布推出Nintendo 3DS版本，其中包括生涯模式、11人对11人模式、街头模式和Be a Pro模式，但没有在线模式。5月27日，《FIFA 12》被证实将推出PlayStation 2版本。6月7日EA确认iPhone、iPad和iPod Touch也将被囊括进来，其他设备的版本将在随后几个月发布。7月11日，生涯模式的照片被公布。2011年9月13日发布试玩版。9月27日在美国正式发行。9月30日在欧洲正式发行。
《FIFA 12》是《FIFA》系列中首个使用了阿拉伯语解说的版本。捷克足球甲级联赛和土耳其足球超级联赛双双告别游戏（只有土耳其的加拉塔萨雷足球俱乐部仍被保留），而阿根廷的被加入到“世界其他球队”（Rest of World）中。Xbox 360和PlayStation 3是游戏的主要平台，而PC版则首次保持特性一致。
TransGaming Technologies将《FIFA 12》移植到Mac OS X操作系统，这是《FIFA》系列中首款被移植到Mac OS X上的游戏版本。2012年3月，PS Vita平台上的版本以作为游戏名发布，这一版本的开发大部分以《FIFA 12》为基础。

## 遊戲玩法
《FIFA 12》引入了三個主要的遊戲玩法變化：衝撞引擎、戰術防守和精準盤球。
經過數年開發，衝撞引擎改善了碰撞的多樣性、準確性和動量保持。新的高級程序動畫系統與碰撞物理學一起使用，根據涉及的球員和物理力量產生不同的結果。這影響所有球員，所以即使是沒有持球的球員也可能發生碰撞。衝撞引擎被認為是改變遊戲的關鍵，使《FIFA 12》比其前作更少結構化和合成化，並被製作人大衛·拉特描述為自過渡到當前世代遊戲機以來該系列最大的技術變化。衝撞引擎也直接影響球員在比賽中受到的傷害。
新的戰術防守系統旨在通過將定位、攔截傳球和搶截置於同等重要地位來改變防守方法。在防守時將更加強調減慢攻擊者速度和控制他們，並迫使他們犯錯。這旨在成為一種更手動的防守形式，需要更好的時機和精確度，與之前《FIFA》遊戲中使用的防守「逼搶」系統相比。舊系統，現在被稱為「傳統防守」，按鍵會使AI球員自動追向持球球員，仍可在離線模式中使用，以及在線上友誼賽和自定義非排名比賽中使用。
精準盤球功能允許球員在護球的同時盤球，意味著球員可以在阻擋其他球員的同時仍然在球場上移動，而不是被固定在原地。近距離控制已被添加到慢跑下方，作為允許球員進行更小、更頻繁觸球的方式，使球更接近並保持更緊密的控制。球員現在將更加了解他們的周圍環境。例如，在邊線附近持球的球員將理解他們的位置，並保持對球的更緊密控制以防止球出界。
一個名為職業球員智能的改進人工智能系統旨在使AI控制的球員對其他球員的技能和能力做出適當的反應。例如，當邊鋒有一個具有空中能力的等待隊友時，他更有可能將球傳中到禁區，而如果該隊友的空中威脅較小，他可能會尋求支援並沿地面傳球。球員也會更好地利用自己的優勢，例如，一個有創造力的球員可能會尋找不太明顯的機會，如進行長距離準確傳球，而另一個處於相同情況的球員更可能選擇安全的短傳。
比賽呈現也進行了全面改革，採用了新的默認攝像角度並改進了廣播風格的比賽準備。一些遊戲內過場動畫已被移除，例如擲界外球和角球前的動畫。相反，球員將簡單地跑去執行相關任務，沒有中斷。